# Reidun
Reidun är ett gammalt nordiskt kvinnonamn och bildat av hreið - "rede", möjligtvis i betydelsen "hem" eller "hus", och en slutdel -unn som kanske kommer av ett verb som betyder "älska".
Namnet är ovanligt - det senaste decenniet har bara någon enstaka flicka fått namnet som tilltalsnamn, och bara ett par stycken per år får det som andranamn. Det är en nykomling i almanackan och infördes främst genom sitt släktskap med mansnamnet Reidar på samma datum.
Det fanns 31 december 2005 totalt 643 personer i Sverige med förnamnet Reidun, varav 386 hade det som tilltalsnamn. Ytterligare ett 20-tal använde stavningen Reidunn. År 2003 fick 1 flicka namnet, men ingen fick det som tilltalsnamn. I Norge är namnet vanligare, 2011 finns 11338 kvinnor med tilltalsnamnet Reidun.
Namnsdag: 9 maj,  (sedan 2001, 1986-1992 28 juli).

## Personer med namnet Reidun
- Reidunn Laurén - svenskt statsråd
- Reidun Tordhol - norsk konstnär